# José Barrionuevo Peña
José Barrionuevo Peña (Berja, Andalusia, 13 de març de 1942) és un polític andalús que fou diverses vegades ministre sota la presidència de Felipe González.

## Biografia
Va néixer el 13 de març de 1942 a la població de Berja, situada a la província d'Almeria. Va estudiar dret a la Universitat Complutense de Madrid i posteriorment es diplomà en periodisme. Actualment és inspector del Ministeri de Treball.

## Activitat política
Establert a Madrid s'afilià al Partit Socialista Obrer Espanyol (PSOE) esdevenint membre de l'equip de govern de l'ajuntament d'aquesta ciutat entre 1979 i 1982 sota l'alcadia d'Enrique Tierno Galván.
En la formació del primer govern per part de Felipe González fou nomenat Ministre de l'Interior l'any 1982, càrrec que va ocupar fins al 1988. En les eleccions generals de 1986 formà part de les llistes del PSOE per la circumscripció de Madrid, sent escollit diputat al Congrés, escó que repetí en les eleccions de 1989, 1993 i 1996. L'any 1988 en una remodelació interna del govern abandonà el Ministeri de l'Interior per passar a ser Ministre de Transport, Turisme i Comunicacions, càrrec que ocupà fins al final de la legislatura.
Abandonà el seu escó el setembre de 1998 per poder ser jutjat per la seva implicació en el segrest de Segundo Marey per part dels GAL. Va ser inculpat i condemnat per 7 vots contra 4 a favor de la seva absolució (entre ells el del president del Tribunal Suprem, José Jiménez Villarejo), i va entrar a la presó el setembre d'aquell any. Suspesa l'execució de la condemna pel Tribunal Constitucional va quedar en llibertat el 29 de desembre de 1998. Amb la qual cosa va estar només 3 mesos a la presó. Posteriorment fou inculpat i jutjat en l'anomenat "cas dels fons reservats" i, finalment, absolt el 22 de gener de 2002. Amb l'arribada de José Luis Rodríguez Zapatero al poder el seu cas fou finalment arxivat el 2004. També se'l vincula amb l'enviament de cartes-bomba contra dirigents d'Herri Batasuna en 1989.
En 2010 el Tribunal Europeu de Drets Humans va declarar que la instrucció del judici pel qual va ser condemnat per la seva participació en el segrest de Segundo Marey no es va realitzar de forma imparcial per part del jutge Baltasar Garzón. No obstant això, la sentència admet que aquest problema va ser corregit posteriorment pel Tribunal Suprem perquè va realitzar una nova instrucció del sumari, a càrrec del jutge Eduardo Móner.